# Burnt Offerings Inc.
La Burnt Offerings Inc. è una etichetta discografica fondata dai membri del gruppo musicale thrash metal statunitense Testament.
A seguito della scadenza contrattuale che li legava alla Megaforce Records/Atlantic Records/Warner Music Group, nel 1995 Eric Peterson e Chuck Billy crearono una piccola casa discografica per i futuri lavori della band; sostituendo di fatto la sigla "COTLOD Music", con cui tutti i membri della band tenevano sotto controllo i diritti sulle canzoni da loro firmate dal periodo dell'album Souls of Black del 1990.
Tramite questo marchio uscirono tutte le pubblicazioni prodotte dai Testament a partire da Live at the Fillmore.